# آنتوان دو شزی

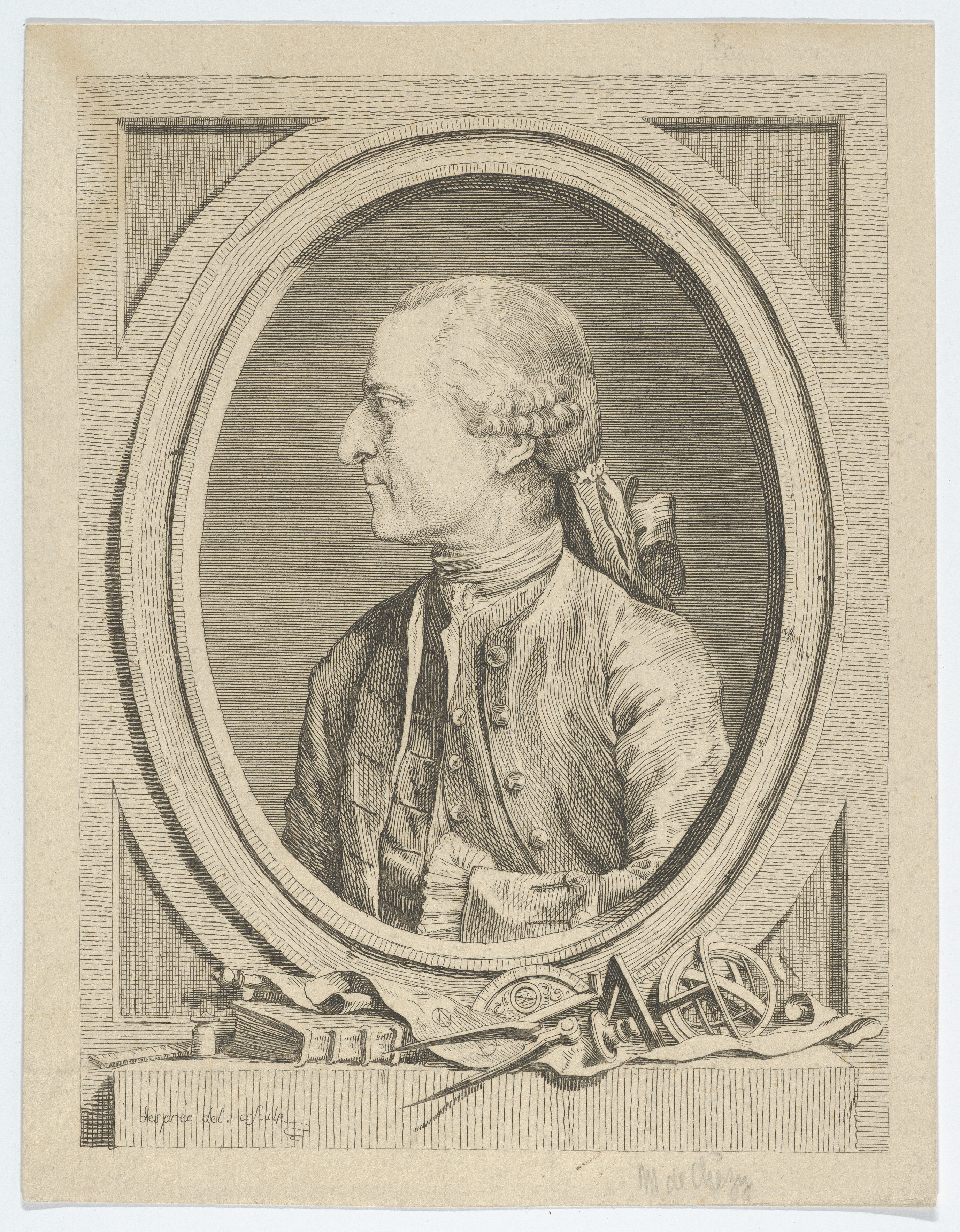
آنتوان دو شزی، مهندس فرانسوی - حوالی ۱۷۷۲

آنتوان دو شزی (۱ سپتامبر ۱۷۱۸، شالون-آن-شامپانی – ۵ اکتبر ۱۷۹۸، پاریس) مهندس هیدرولیک فرانسوی بود. شهرت او به دلیل فرمول شزی است که برای محاسبه سرعت سیال در لوله به کار می‌رود و شزی شکل تغییر یافتهٔ آن را در جریان سطح آزاد مورد استفاده قرار داد.